# Good Cop, Bad Cop
Good Cop, Bad Cop (Raw Justice) ist ein US-amerikanischer Actionfilm von David A. Prior aus dem Jahr 1994.
Der Film wurde in Mobile (Alabama) und in New Orleans (Louisiana) gedreht.

## Handlung
Mitch McCullum verabredet sich mit der Tochter des Bürgermeisters, die in derselben Nacht ermordet wird. Daraufhin wird er der Tat verdächtigt. Der Bürgermeister beauftragt den früher als Polizist tätigen Mace mit der Beobachtung von McCullum. 
Mace stellt fest, dass jemand McCullum töten will und ebenfalls ihn selbst umzubringen versucht. Er findet heraus, dass der Mörder ein Polizist ist. Zu den bedrohten Personen gehört die Prostituierte Sarah, die genauso mit McCullum wie auch mit Mace ein Verhältnis hatte.

## Kritiken
Das Lexikon des internationalen Films schrieb, der Film sei ein „anspruchsloser Kriminalfilm, mit ein wenig Erotik gewürzt, aber ohne innere Logik“.
Cinema urteilte: „Na ja. Immerhin ist Pam gut platziert“.